# محطة جناه
محطة جناه هي محطة يديرها البرنامج الباكستاني في أنتاركتيكا. و هي موجودة في شرق أنتاركتيكا.

## معلومات اضافية
- http://www.niopk.gov.pk/antarct.html
- http://www.geonames.org/6620758/jinnah-antarctic-station.html